# 2. česká hokejová liga 2002/2003
2. česká hokejová liga v sezóně 2002/2003 byla 10. ročníkem samostatné třetí nejvyšší české soutěže v ledním hokeji.

## Fakta
- 10. ročník samostatné třetí nejvyšší české hokejové soutěže
- V baráži o 1. ligu uspěl tým HC Olomouc a postoupil tak do 1. ligy.
- Do krajských přeborů sestoupil HC Slavoj Český Krumlov, ostatní týmy se v baráži udržely. Nově postupující do 2. ligy: HC Jičín.
- Prodeje licencí na 2. ligu: HC Jičín do HC Žďár nad Sázavou, HC Kometa Brno do HC Žraloci Vyškov (Kometa koupila licenci na 1. ligu).

### Systém soutěže
Soutěž byla rozdělena na tři skupiny, a to západní, střední a východní. Každé z těchto skupin se účastnilo 12 týmů. Základní část ve skupinách západ a střed čítající 34 kol měla dvě fáze. V té první se týmy v rámci skupin utkaly každý s každým dvakrát (22 kol). Ve druhé fázi se sudé týmy ze skupiny utkaly se všemi lichými týmy dané skupiny dvoukolově. Druhá fáze měla tedy 12 kol. Ve skupině východ se celky utkaly čtyřkolově každý s každým.

#### Playoff
Do playoff postoupilo z každé skupiny 8 nejlepších týmů, přičemž skupiny západ a střed měly playoff společné. Skupina východ měla pouze playoff v rámci skupiny. Veškeré série playoff se hrály na 2 vítězná utkání.
Ve společném playoff skupin západ a střed nejprve přišlo na řadu osmifinále, kde čekal první tým skupiny západ osmý tým skupiny střed, první tým skupiny střed osmý tým skupiny západ, druhý tým skupiny západ sedmý tým skupiny střed, atd. Vítězové osmifinále postoupili do čtvrtfinále, z něhož vede cesta pro nejlepší 4 celky do semifinále. Dva vítězové semifinále postoupili do baráže o 1. ligu.
Playoff skupiny východ bylo podobné. Vítěz skupiny východ ve čtvrtfinále narazil na osmý tým skupiny východ, druhý na sedmý, atd. Vítězové čtvrtfinále postoupili do semifinále, ze kterého vedla cesta pro dva nejúspěšnější celky do finále. Vítěz finále postoupil do baráže o 1. ligu.

#### Skupiny udržení a baráže
Čtyři nejhorší celky každé skupiny hrály dvoukolově o udržení (ve východní skupině se žádná skupina o udržení nehrála). Poslední celky skupin o udržení musely svoji druholigovou příslušnost hájit v baráži, aby zabránily sestupu do krajských přeborů.

## Skupina západ
| Poř. | Tým                      | Zápasů | Výhry | Výhry v prodloužení | Remízy | Porážky v prodloužení | Porážky | Skóre   | Body |
| ---- | ------------------------ | ------ | ----- | ------------------- | ------ | --------------------- | ------- | ------- | ---- |
| 1.   | HC Klášterec nad Ohří    | 34     | 24    | 2                   | 3      | 0                     | 5       | 174:76  | 79   |
| 2.   | SK HC Baník Most         | 34     | 24    | 1                   | 3      | 1                     | 5       | 155:65  | 78   |
| 3.   | HC Klatovy               | 34     | 16    | 2                   | 1      | 4                     | 11      | 120:107 | 57   |
| 4.   | HC Děčín                 | 34     | 17    | 1                   | 2      | 1                     | 13      | 94:83   | 56   |
| 5.   | HC Strakonice            | 34     | 16    | 1                   | 5      | 0                     | 12      | 124:92  | 55   |
| 6.   | HC Sokolov               | 34     | 15    | 0                   | 2      | 1                     | 16      | 124:116 | 48   |
| 7.   | HC Hvězda Praha          | 34     | 11    | 3                   | 3      | 1                     | 16      | 110:133 | 43   |
| 8.   | HC Příbram               | 34     | 11    | 2                   | 3      | 1                     | 17      | 106:167 | 41   |
| 9.   | HK Lev Slaný             | 34     | 10    | 1                   | 3      | 3                     | 17      | 106:142 | 38   |
| 10.  | HC Primalex ASK Rokycany | 34     | 11    | 0                   | 1      | 2                     | 20      | 103:134 | 36   |
| 11.  | HC Slovan Louny          | 34     | 9     | 2                   | 1      | 2                     | 20      | 101:127 | 34   |
| 12.  | HC Stadion Teplice       | 34     | 10    | 1                   | 1      | 0                     | 22      | 105:180 | 33   |

### Skupina o udržení
| Poř. | Tým                      | Zápasů | Výhry | Výhry v prodloužení | Remízy | Porážky v prodloužení | Porážky | Skóre   | Body |
| ---- | ------------------------ | ------ | ----- | ------------------- | ------ | --------------------- | ------- | ------- | ---- |
| 9.   | HC Slovan Louny          | 40     | 13    | 2                   | 1      | 2                     | 22      | 129:149 | 46   |
| 10.  | HK Lev Slaný             | 40     | 11    | 1                   | 6      | 3                     | 19      | 125:163 | 44   |
| 11.  | HC Stadion Teplice       | 40     | 12    | 1                   | 3      | 1                     | 23      | 119:194 | 42   |
| 12.  | HC Primalex ASK Rokycany | 40     | 11    | 1                   | 4      | 2                     | 22      | 120:155 | 41   |

## Skupina střed
| Poř. | Tým                           | Zápasů | Výhry | Výhry v prodloužení | Remízy | Porážky v prodloužení | Porážky | Skóre   | Body |
| ---- | ----------------------------- | ------ | ----- | ------------------- | ------ | --------------------- | ------- | ------- | ---- |
| 1.   | KLH Vajgar Jindřichův Hradec  | 34     | 20    | 1                   | 1      | 2                     | 10      | 146:99  | 65   |
| 2.   | HC SOH Benátky nad Jizerou    | 34     | 20    | 1                   | 0      | 2                     | 11      | 138:98  | 64   |
| 3.   | TJ HC Vlci Jablonec nad Nisou | 34     | 18    | 2                   | 2      | 2                     | 10      | 156:106 | 62   |
| 4.   | HC Rebel Havlíčkův Brod       | 34     | 18    | 2                   | 3      | 0                     | 11      | 121:81  | 61   |
| 5.   | HC ZVVZ Milevsko              | 34     | 16    | 2                   | 3      | 1                     | 12      | 111:115 | 56   |
| 6.   | HC Tábor                      | 34     | 17    | 0                   | 1      | 2                     | 14      | 113:97  | 54   |
| 7.   | NED Hockey Nymburk            | 34     | 17    | 0                   | 2      | 1                     | 14      | 98:84   | 54   |
| 8.   | HC Kobra Praha                | 34     | 14    | 2                   | 4      | 1                     | 13      | 97:98   | 51   |
| 9.   | HC Chrudim                    | 34     | 13    | 1                   | 2      | 1                     | 17      | 100:115 | 44   |
| 10.  | TJ SC Kolín                   | 34     | 12    | 1                   | 3      | 1                     | 17      | 111:114 | 42   |
| 11.  | Spartak Pelhřimov             | 34     | 10    | 1                   | 1      | 1                     | 21      | 106:143 | 34   |
| 12.  | HC Slavoj Český Krumlov       | 34     | 3     | 1                   | 2      | 0                     | 28      | 72:219  | 13   |

### Skupina o udržení
| Poř. | Tým                     | Zápasů | Výhry | Výhry v prodloužení | Remízy | Porážky v prodloužení | Porážky | Skóre   | Body |
| ---- | ----------------------- | ------ | ----- | ------------------- | ------ | --------------------- | ------- | ------- | ---- |
| 9.   | HC Chrudim              | 36     | 14    | 1                   | 2      | 1                     | 18      | 107:118 | 47   |
| 10.  | TJ SC Kolín             | 36     | 13    | 1                   | 3      | 1                     | 18      | 117:122 | 45   |
| 11.  | Spartak Pelhřimov       | 36     | 12    | 1                   | 1      | 1                     | 21      | 121:148 | 40   |
| 12.  | HC Slavoj Český Krumlov | 40     | 5     | 1                   | 2      | 0                     | 32      | 88:247  | 19   |

- O posledním místě Českého Krumlova již bylo rozhodnuto, a tak se v rámci skupiny o udržení hrála utkání pouze s Českým Krumlovem.

## Společné playoff skupin západ a střed

### Osmifinále
- HC Klášterec nad Ohří - HC Kobra Praha 2:1 (4:1, 1:5, 3:2 P)
- SK HC Baník Most - NED Hockey Nymburk 2:0 (4:1, 2:0)
- HC Klatovy - HC Tábor 1:2 (2:1, 1:7, 1:5)
- HC Děčín - HC ZVVZ Milevsko 0:2 (0:3, 2:4)
- KLH Vajgar Jindřichův Hradec - HC Příbram 2:0 (4:0, 4:2)
- HC SOH Benátky nad Jizerou - HC Hvězda Praha 2:1 (2:3, 3:2, 6:3)
- TJ HC Vlci Jablonec nad Nisou - HC Baník Sokolov 2:1 (3:5, 6:1, 10:1)
- HC Rebel Havlíčkův Brod - HC Strakonice 2:0 (2:1, 4:1)

### Čtvrtfinále
- HC Klášterec nad Ohří - HC Tábor 2:1 (4:1, 3:4, 5:1)
- SK HC Baník Most - HC Rebel Havlíčkův Brod 2:0 (5:2, 3:2 SN)
- KLH Vajgar Jindřichův Hradec - HC ZVVZ Milevsko 2:1 (6:1, 0:2, 3:2)
- HC SOH Benátky nad Jizerou - TJ HC Vlci Jablonec nad Nisou 2:1 (3:1, 3:5, 7:3)

### Semifinále
- HC Klášterec nad Ohří - HC SOH Benátky nad Jizerou 0:2 (1:2, 1:3)
- KLH Vajgar Jindřichův Hradec - SK HC Baník Most 1:2 (2:0, 1:4, 0:3)

Týmy Benátek nad Jizerou a Mostu postoupily do baráže o 1. ligu.

## Skupina východ
| Poř. | Tým                    | Zápasů | Výhry | Výhry v prodloužení | Remízy | Porážky v prodloužení | Porážky | Skóre   | Body |
| ---- | ---------------------- | ------ | ----- | ------------------- | ------ | --------------------- | ------- | ------- | ---- |
| 1.   | HC Olomouc             | 44     | 30    | 3                   | 2      | 1                     | 8       | 190:102 | 99   |
| 2.   | HC Orlová              | 44     | 27    | 2                   | 2      | 2                     | 11      | 204:137 | 89   |
| 3.   | HC Kometa/Vyškov       | 44     | 27    | 1                   | 0      | 4                     | 12      | 168:121 | 87   |
| 4.   | HC Sareza Ostrava      | 44     | 25    | 4                   | 1      | 3                     | 11      | 159:120 | 87   |
| 5.   | TJ Nový Jičín          | 44     | 20    | 2                   | 2      | 3                     | 17      | 142:146 | 69   |
| 6.   | HC Blansko             | 44     | 18    | 1                   | 3      | 1                     | 21      | 131:134 | 60   |
| 7.   | HK Kroměříž VTJ        | 44     | 18    | 1                   | 2      | 2                     | 21      | 155:171 | 60   |
| 8.   | HC TJ Šternberk        | 44     | 17    | 2                   | 3      | 0                     | 22      | 116:123 | 58   |
| 9.   | HC Spartak Velká Bíteš | 44     | 13    | 3                   | 1      | 1                     | 26      | 118:170 | 47   |
| 10.  | HC Minor 2000 Přerov   | 44     | 10    | 3                   | 3      | 4                     | 24      | 119:179 | 43   |
| 11.  | HC Frýdek-Místek       | 44     | 12    | 0                   | 3      | 1                     | 28      | 114:160 | 40   |
| 12.  | HC Uničov              | 44     | 8     | 3                   | 6      | 3                     | 24      | 124:177 | 39   |

## Playoff skupiny východ

### Čtvrtfinále
- HC Olomouc - HC TJ Šternberk 2:0 (6:5, 4:0)
- HC Orlová - HK Kroměříž VTJ 0:2 (2:3 SN, 0:2)
- HC Kometa/Vyškov - HC Blansko 2:0 (2:1,3:0)
- HC Sareza Ostrava - TJ Nový Jičín 0:2 (2:3,1:3)

### Semifinále
- HC Olomouc - HK Kroměříž VTJ 2:1 (5:4 P, 6:7 SN, 5:0)
- HC Kometa/Vyškov - TJ Nový Jičín 2:0 (5:0, 5:2)

### Finále
- HC Olomouc - HC Kometa/Vyškov 2:0 (1:0 P, 3:2)

Tým Olomouce postoupil do baráže o 1. ligu.

## Baráž o 2. ligu

### 1. fáze

#### 1. kolo
- HC Slavoj Velké Popovice (přeborník Středočeského krajského přeboru) - HC Chotěboř (přeborník Pardubického krajského přeboru) 3:2, 3:1
- HC Jelínek Ostrava-Svinov (přeborník Moravskoslezského krajského přeboru) - HC Jičín (přeborník Královéhradeckého krajského přeboru) 2:7, 2:6
- HC Krocani Jičín (přeborník Libereckého krajského přeboru) - TJ Valašské Meziříčí (přeborník Zlínského krajského přeboru) 1:11, 2:19
- HC Draci Bílina (přeborník Ústeckého krajského přeboru) - HC Spei výfuky Praha (přeborník Pražského přeboru) 9:2, 8:0
- TJ Apollo Kaznějov (přeborník Plzeňského krajského přeboru) - HHK Velké Meziříčí (přeborník Vysočiny a Jihomoravského kraje) 2:8, 2:14
- HC Vimperk (přeborník Jihočeského krajského přeboru) - HC Mattoni Karlovy Vary (přeborník Karlovarského krajského přeboru) 4:6, 5:3, prodloužení 0:1

#### 2. kolo
- HC Mattoni Karlovy Vary - HHK Velké Meziříčí 1:3, 3:8
- HC Draci Bílina - TJ Valašské Meziříčí 4:0, 5:7
- HC Jičín - HC Slavoj Velké Popovice 11:4, 3:4

### 2. fáze
| Poř. | Tým                      | Zápasů | Výhry | Remízy | Porážky | Skóre | Body |
| ---- | ------------------------ | ------ | ----- | ------ | ------- | ----- | ---- |
| 1.   | HC Uničov                | 10     | 6     | 2      | 2       | 51:27 | 14   |
| 2.   | HC Primalex ASK Rokycany | 10     | 6     | 1      | 3       | 48:28 | 13   |
| 3.   | HC Jičín                 | 10     | 4     | 4      | 2       | 38:35 | 12   |
| 4.   | HC Slavoj Český Krumlov  | 10     | 5     | 1      | 4       | 43:33 | 11   |
| 5.   | HHK Velké Meziříčí       | 10     | 3     | 4      | 3       | 32:27 | 10   |
| 6.   | HC Draci Bílina          | 10     | 0     | 0      | 10      | 18:80 | 0    |